# Metacnephia lyra
Metacnephia lyra är en tvåvingeart som först beskrevs av Carl Erik Lundström 1911.  Metacnephia lyra ingår i släktet Metacnephia, och familjen knott. Arten är reproducerande i Sverige.